# Gilbert Bailliu
Gilbert Bailliu (Brujas, 4 de septiembre de 1936-Ostende, 2 de abril de 2023) fue un futbolista belga que jugó como delantero, especialmente en el Cercle Brugge y el Club Brugge.

## Carrera deportiva
Bailliu comenzó su carrera en el club local Cercle Brugge. Debutó en el primer equipo ante el KFC Izegem, en el último partido de la temporada 1953/1954. En ese momento, Cercle había descendido a la Tercera División. Debido a su reclutamiento militar y a una lesión en la rodilla, jugó poco durante las siguientes tres temporadas. En tanto, en 1955, el Cercle ascendió a la Tweede klasse (Segunda División). En 1958, al retomar la actividad, Bailliu se convertiría en pieza clave, llegando a ser el máximo goleador del equipo durante las temporadas 1959, 1960, 1961, 1962 y 1965, y de esta forma lograr el ascenso a Primera División en 1961.
En 1966, el Cercle volvió a descender la Segunda División. Ese mismo año, el jugador del Lierse, Walter Bogaerts, denunció que alguien del Cercle había intentado sobornarlo. Aunque el Cercle negó formalmente los hechos, el club fue descendido a la Tercera División. A pesar de que el vicepresidente de Cercle ganó una demanda contra la KBVB que lo declaró inocente en el caso de corrupción, el daño ya estaba hecho y Cercle se mantuvo en la Tercera División. Esto hizo que Cercle perdiera jugadores importantes, entre ellos Gilbert Bailliu, que abandonó el Cercle para unirse a su mayor rival, el Club Brugge, junto a John Moelaert, una transferencia muy discutida. En su paso por el Cercle, Bailliu marcó 98 goles en 221 partidos.
Bailliu siguió mostrando sus dotes de goleador en el Club Brugge, totalizando 40 goles en 86 partidos. Bailliu ganó la Copa de Bélgica en 1968 tras derrotar al Beerschot en una definición por penales.
En 1970 dejó el Club Brugge para unirse al Zwevegem Sport durante un año, y luego al KVC Wingene durante tres años como entrenador.

## Muerte
Gilbert Bailliu falleció el 2 de abril de 2023 en Ostende, Bélgica, a los 86 años.